# Melieria felis
Melieria felis är en tvåvingeart som beskrevs av Kameneva 1996. Melieria felis ingår i släktet Melieria och familjen fläckflugor. Inga underarter finns listade i Catalogue of Life.